# Boubacar Ould Messaoud
Boubacar Messaoud, né le 15 mai 1945 à Rosso (Mauritanie), est un militant associatif et homme politique mauritanien, fondateur et président de l'association SOS Esclaves Mauritanie. Il est également architecte de formation.

## Biographie
Boubacar Ould Messaoud est né dans une famille d’esclaves, ayant eu la chance d’aller à l’école à Rosso. Depuis son plus jeune âge il s’engage dans la contestation de la légitimité de l’esclavage et dans la lutte pour son abolition en Mauritanie. De 1964 à 1967, il étudie à l’Ecole Nationale d’Ingénierie de Bamako (Mali). De 1967 à 1968, il réalise une année d’Etudes Préparatoires aux grandes écoles soviétiques à l'Université d'État de Moscou. Puis d'octobre 1968 à mars 1974, il intègre l’Institut d’Architecture de Moscou pour obtenir un Diplôme de Master of Sciences in Architecture (M.S.A) avec Mention Excellente.
Il adhère en 1978 à l’Organisation de Libération et d’Emancipation des Haratines (EL HOR). Dans ce cadre à la suite de la vente d’une esclave, il organise et participe aux manifestations de protestations dans les villes d’Atar, de Zouerate, Nouadhibou et Nouakchott qui entraînèrent des arrestations massives parmi les membres de EL HOR dont les dirigeants en mars 1980 qui furent jugés et condamnés pour manifestation sur la voie publique, création et administration d’une organisation non autorisée, de deux à six mois de prison par la Cour Spéciale de Justice, un tribunal militaire siégeant en session foraine à Rosso. C'était « L’affaire Boubacar Messaoud & Consorts ». Deux semaines après le verdict, le 5 juillet 1980, survient  la déclaration d’abolition de l’esclavage adoptée par le Comité Militaire de salut National et le 9 novembre 1981 est promulguée l’ordonnance N°81 234 portant sur l'abolition de l'esclavage sur toutes ses formes.
Il participe à la dénonciation des crimes racistes des années 1989-1992, notamment les déportations et les exécutions extrajudiciaires de centaines de négro-mauritaniens. En 1995, il fonde avec un groupe de démocrates appartenant à diverses ethnies et issus de toutes les classes sociales, SOS Esclaves, une ONG de défense et de promotion des Droits de l'Homme qui place au centre de son combat la lutte pour l’éradication de l’esclavage. Il est condamné à 13 mois de prison en 1998 pour administration d’organisation non autorisée.
Il figure parmi les personnalités invitées par la France pour participer à la commémoration du 50ème anniversaire de la Déclaration Universelle des Droits de l’Homme du 7 au 10 décembre 1998. Il participe également aux états généraux de Défenseurs des Droits Humains à Paris du 8 au 11 décembre 1998.
En 2002, il est de nouveau arrêté pour témoignage, sur les antennes de Radio France international, relatif à un cas d’esclavage du premier conseiller de l'ambassade des États-Unis à Nouakchott. En 2003, à la suite des pressions intérieures et extérieures exercées sur le gouvernement pour la criminalisation des pratiques esclavagistes, une Loi sanctionnant la traite des personnes a été promulguée.
Longtemps interdite SOS Esclaves a, enfin, été reconnue officiellement par le gouvernement le 27 mai 2005. Au cours des dernières années du régime de dictature qui furent marquées par la multiplication d’arrestations arbitraires et de procès politiques, l’organisation s’est mobilisée dans l’observation vigilante du déroulement de ceux–ci en vue de la sensibilisation de l’opinion sur l’exigence du respect du droit de la défense. L’absence de la peine de mort dans le verdict est sans doute due à l’impact de la mobilisation de l’opinion nationale et internationale contre les violations des droits de la défense au procès des putschistes, dans la caserne militaire de Wad Naga, relevées quotidiennement dans les rapports d’observation de SOS Esclaves et par la presse.
À la suite du coup d’État du 3 août 2005, la logique de confrontation et de dénonciation qui prévalait avec le régime déchu a fait place à un esprit de dialogue et d’échanges sur les sujets relatifs aux droits de l’Homme d’une manière générale et de l’esclavage en particulier. SOS Esclaves et les autres organisations de défense des droits de l’Homme s’attellent à convaincre les autorités de la transition de la sincérité de leur combat pour la promotion des droits de l’Homme et l’instauration d’un Etat de droit juste et démocratique.

## Prix des Droits de l'Homme
- 2009 : Anti-Slavery International[réf. souhaitée]
- 2010 : Prix des Droits de l'homme de la République française
- 2008 : Hero Acting to End Modern-Day Slavery Award, USA[réf. souhaitée]

## Publications
- Co-auteur des rapports périodiques de SOS Esclaves sur l’esclavage et sur toutes les autres violations des droits de l’Homme ;
- Contribution publiée dans le journal des Africanistes 70 (1-2) : L’esclavage en Mauritanie : De l’idéologie du silence à la mise en question ;
- Co–auteur en 2004 du rapport des Organisations Nationales des Droits de l’Homme membres du FONADH (Forum des Organisations nationales des Droits de l’Homme), rapport alternatif au rapport du gouvernement mauritanien présenté au comité des Nations unies pour l’Elimination de toutes les formes de Discriminations Raciales (CERD).
- L’univers carcéral en Mauritanie.
- L’usage de la torture en Mauritanie.